# برتراند لايك
برتراند لايك (بالفرنسية: Bertrand Layec)‏ (مواليد 3 يوليو 1965) حكم كرة قدم فرنسي . بدأ مسيرته التحكيمية في سنة 1981 ثم أدار أول مباراة في الدرجة الأولى سنة 1998 . قرر الاتحاد الدولي لكرة القدم اعتماده حكما دوليا في سنة 2002 .

## روابط خارجية
- برتراند لايك على موقع Soccerway.com (الإنجليزية)